# Chowagasberg
Der Chowagasberg ist ein Berg im NamibRand-Naturreservat in der Namib im Südwesten Namibias und bildet die höchste Erhebung der Chowagasberge (englisch Chowagas Mountains). Er erreicht eine Höhe von 2063 m.
Der Berg erhebt sich mit steilen Flanken bis 300 Meter über die umgebende Hochfläche.